# Contea di Cortland
La contea di Cortland (in inglese Cortland County) è una contea dell'area centrale dello Stato di New York negli Stati Uniti. Il capoluogo è Cortland.

## Geografia fisica
La contea si trova nel centro-sud dello Stato. Il territorio è collinare a sud ed è prevalentemente pianeggiante nell'area centro-settentrionale. Il fiume principale è il Tioughnioga che scorre verso sud. Nell'area sud-orientale scorre il fiume Otlesic. A nord-ovest la contea si affaccia sul lago di Skaneateles. Nella contea si trovano anche aree montuose.
Il capoluogo di contea è la città di Cortland che è posta nell'area centrale ed ospita il campus dell'Università dello stato di New York.

### Contee confinanti
- Contea di Onondaga - nord
- Contea di Madison - nord-est
- Contea di Chenango - est
- Contea di Broome - sud-est
- Contea di Tioga - sud-est
- Contea di Tompkins - sud-est
- Contea di Cayuga - nord-ovest

## Storia
Quando furono istituite le Province di New York nel 1683, l'area dell'attuale contea faceva parte della contea di Albany. L'area era abitata dai nativi Onondaga della confederazione degli Irochesi.
La contea di Cortland fu istituita nel 1808 separandola da quella di Onondaga. Il nome deriva da quello di Pierre Van Cortland che presiedette alla stesura della prima costituzione dello Stato di New York nel 1777 e fu il primo vice-governatore dello Stato. La cittadina di Cortland fu fondata nel 1791.

## Città
| - Cincinnatus - town - Cortland (capoluogo) - city - Cortlandville - town - Cuyler - town - Freetown - town - Harford - town - Homer - village - Lapeer - town - Marathon - village | - McGraw - village - Preble - town - Scott - town - Solon - town - Taylor - town - Truxton - town - Virgil - town - Willet - town |